# Saint-Médard (Charente)
Saint-Médard è un comune francese di 286 abitanti situato nel dipartimento della Charente, nella regione della Nuova Aquitania.

## Società

### Evoluzione demografica
Abitanti censiti